# Robert Gould Shaw
Robert Gould Shaw (Boston, 10 oktober 1837 – Charleston (South Carolina), 18 juli 1863) was een officier in het Amerikaanse leger tijdens de Amerikaanse Burgeroorlog. Zijn grootste bekendheid en verdienste als officier geniet hij omdat hij leiding gaf aan het eerste regiment van zwarten die meevochten met het leger van de Unie.

## Biografie

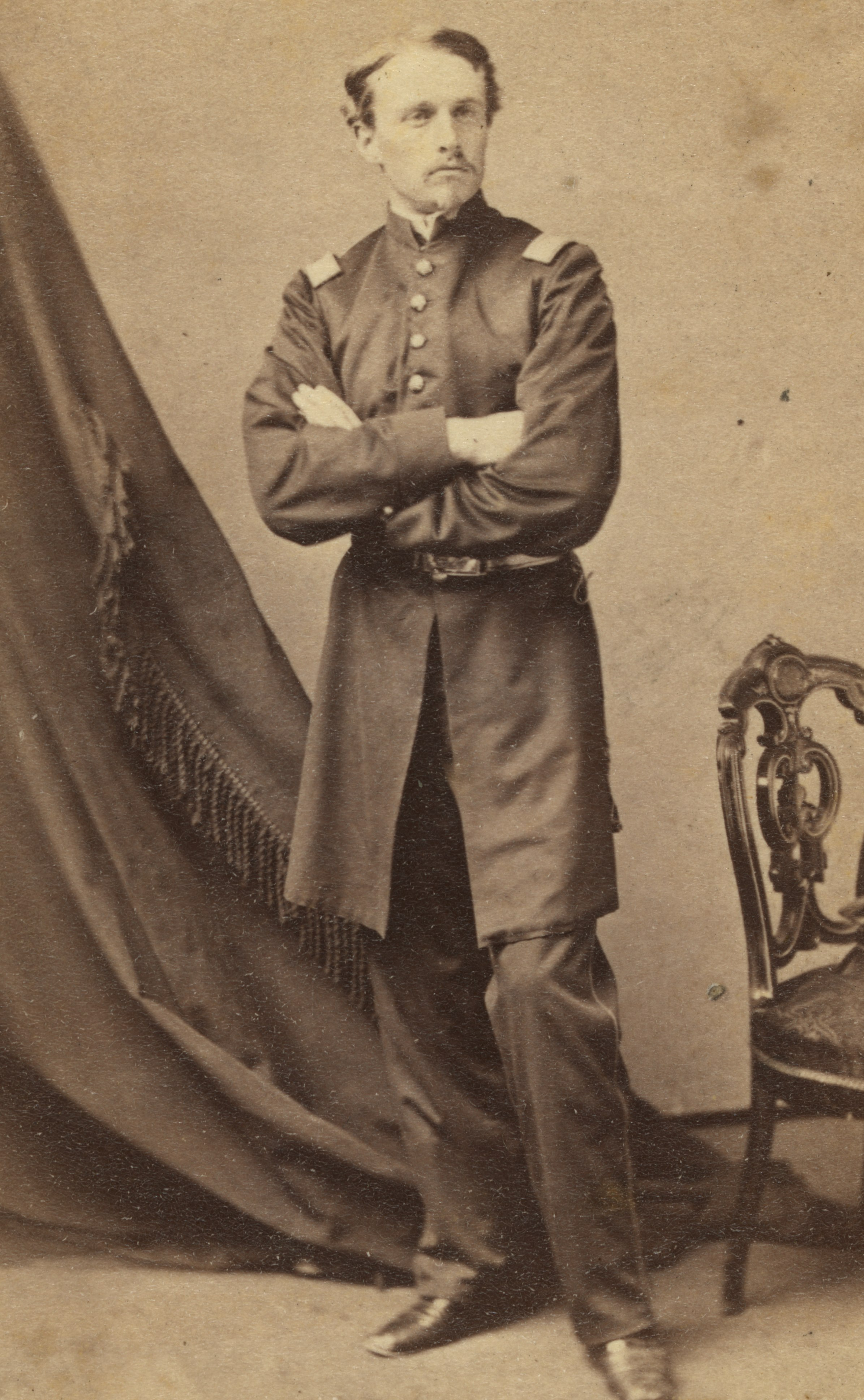
Lt. Robert Gould Shaw
(1861), Library of Congress

Shaw werd geboren in Boston in de staat Massachusetts. Hij was telg van een abolitionistische familie van groot aanzien. Hij studeerde af aan de militaire academie te West Point en deed dienst als kapitein bij het Tweede Infanterie Regiment van Massachusetts tussen 1862 en 1863. In 1863 werd hij door senator John Andrew overgehaald om leiding te gaan geven aan een regiment van zwarten, door hemzelf op te richten en te trainen. Hoewel hij in eerste instantie niet overliep van enthousiasme, won de volharding van zijn manschappen zijn ontzag en respect voor hen als soldaten. Toen bekend werd dat zwarten onder de wapenen 10 dollar betaald zouden krijgen tegen 13 dollar voor een blanke soldaat, zette hij zijn mannen aan tot een boycot van dit lagere loon totdat het rechtgetrokken werd.
Halverwege 1863 trok hij met zijn manschappen, het 54ste Infanterie Vrijwilligers van Massachusetts ten strijde. Hun eerste inzet vond plaats rond Charleston in South Carolina, waar het regiment in twee veldslagen tweemaal een overwinning boekte en daarbij zo hard vocht dat de geconfedereerde troepen op de vlucht sloegen. Na dit succes trok Gould met zijn troepen zuidwaarts, om mee te doen aan een aanval op Fort Wagner. Dit fort werd op 18 juli bestormd door de 54e infanterie en twee andere, blanke regimenten. Dit was een van de historisch slechte beslissingen van de Amerikaanse Burgeroorlog die leidde tot 40% verliezen bij Goulds regiment. Ook Gould zelf kwam om het leven.
Goulds lichaam werd door de Zuidelijke soldaten van rangtekens en uniform ontdaan en hij werd met zijn manschappen samen in een massagraf gedumpt. Hoewel dit de bedoeling had een belediging te zijn aan zijn adres en waarschuwing aan andere, blanke officieren om geen leiding te geven aan zwarte manschappen, verklaarde Goulds vader trots te zijn dat zijn zoon zo begraven was en dat hij het zo gewild zou hebben.
Goulds regiment was een experiment van het Noordelijke leger met de inzet van zwarten als soldaten. Velen hadden hun twijfels over de mogelijkheden hiervan en verwachtten dat zwarten zich massaal zouden overgeven of hun wapens aan de vijand zouden overhandigen. De ongeëvenaarde moed en doorzettingsvermogen getoond door Gould en zijn 54e Infanterie Vrijwilligers zorgde ervoor dat het Amerikaanse leger de deuren openzette voor de ruim 200.000 zwarte manschappen die stonden te trappelen om mee te vechten tegen het geconfedereerde leger.
In 1897 werd in Beacon and Park Streets in Boston een monument ter nagedachtenis aan Gould onthuld, gemaakt door Augustus Saint-Gaudens. Het verhaal van Gould en zijn regiment is (ietwat gedramatiseerd) verfilmd in de film Glory, met Matthew Broderick die de rol van Gould vertolkt.
- Bibsys: 90766113
- Bibliothèque nationale de France: cb141369562 (data)
- Gemeinsame Normdatei: 132731908
- International Standard Name Identifier: 0000 0000 2765 9252
- Library of Congress Control Number: n88026407
- Nationale Bibliotheek van Israël: 987007276459205171
- Nederlandse Thesaurus van Auteursnamen: 124552633
- SNAC: w6998x6m
- Système universitaire de documentation: 061797340
- Union List of Artist Names: 500340105
- Virtual International Authority File: 72561792
- WorldCat: E39PBJwCVPJdDvFCJGqBDrPWjC